# Hrabstwo Atkinson

Piramida wieku hrabstwa

Hrabstwo Atkinson (ang. Atkinson County) – hrabstwo w stanie Georgia, w Stanach Zjednoczonych. Z gęstością 9,3 os./km² należy do trzydziestu najsłabiej zaludnionych hrabstw Georgii. Jego siedzibą administracyjną jest Pearson.

## Geografia
Według spisu w 2020 roku liczy 8,3 tys. mieszkańców, w tym 76,6% stanowili biali (54,2% nie licząc Latynosów), 16,5% to czarnoskórzy Amerykanie lub Afroamerykanie, 2,7% była rasy mieszanej, 1,9% to rdzenna ludność Ameryki, 1,2% pochodziło z wysp Pacyfiku i 1,1% deklarowało pochodzenia azjatyckie. Latynosi stanowili 27,5% populacji.

### Sąsiednie hrabstwa
- Hrabstwo Coffee (północ)
- Hrabstwo Ware (wschód)
- Hrabstwo Clinch (południowy wschód)
- Hrabstwo Lanier (południe)
- Hrabstwo Berrien (zachód)

### Miejscowości
- Pearson
- Willacoochee

## Religia
W 2020 roku hrabstwo posiada najwyższy odsetek społeczności mormońskiej w stanie Georgia (6,2%). Obecni byli także katolicy (1,2%).

## Polityka
Hrabstwo należy do obszaru silnie republikańskiego na południu Georgii, gdzie w wyborach prezydenckich w 2020 roku, 72,9% głosów otrzymał Donald Trump i 26,1% przypadło dla Joe Bidena.